# Гуманітарно-економічна академія в Лодзі
Гуманітарно-економічна академія в Лодзі (пол. Akademia Humanistyczno-Ekonomiczna w Łodzi) – польський приватний вищий навчальний заклад, який знаходиться в Лодзі.
Навчальний заклад посідає 5 місце в Польщі серед недержавних ВНЗ з магістратурою в рейтингу видання «Rzeczpospolita» та 85 місце в загальному рейтингу всіх польських ВНЗ (травень 2009 року). У 2007 році в аналогічному рейтингу всіх ВНЗ Польщі академія посіла 76 місце.

## Характеристика
Академія має статус недержавного вищого навчального закладу з 1993 року (запис у реєстрі міністерства народної освіти за № 30 зроблено 5 жовтня 1993 року). У перший 1994/1995 навчальний рік до вищу було прийнято 150 абітурієнтів. Через три роки в ньому вже налічувалося близько тисячі студентів. У 2000/2001 році тут навчалося майже 11 тисяч студентів і слухачів. У цьому ж році ВНЗ отримав право видавати дипломи магістра педагогіки. Черговий навчальний рік розпочався з отримання права присвоювати ступені магістра менеджменту і маркетингу та бакалавра політології. Навесні 2002 року було отримало право вести навчання в магістратурі в галузі інформатики. З 2003 року вищ було уповноважено проводити навчання за десятьма магістерськими, бакалаврськими та інженерними спеціальностями та в аспірантурі. У 2007 році академія отримала право присвоювати докторські ступені з інформатики, мовознавства та мистецтва. 1 квітня 2009 року академія отримала сучасну назву.

## Структура

### Факультети та спеціальності
- Факультет мистецтв: графіка, культурологія, танець;
- Факультет економіки та управління: внутрішня безпека; економіка; туризм і рекреація; управління;
- Гуманітарний факультет: журналістики та соціальні комунікації; польська філологія; філологія;
- Факультет медичних наук і наук про здоров'я: фізіотерапія; косметологія; сестринська справа; дієтологія;
- Факультет педагогіки і психології: педагогіка; дошкільна та молодша шкільна педагогіка; психологія;
- Факультет права та адміністрації: адміністрація; політологія; право;
- Факультет інженерії та інформатики: інформатика; механіка та машинобудування; транспорт.

### Філії
- Варшава
- Водзіслав-Шльонський
- Свідниця
- Серадз
- Тшцянка
- Ясло

### Інші підрозділи
- Інститут дистанційного навчання
- Польський віртуальний університет
- Центр післядипломної освіти
- Центр педагогічних досліджень
- Відділ міжнародних відносин
- Бюро європейських проектів
- Видавництво
- Наукова книгарня